# ロールス・ロイス イーグル

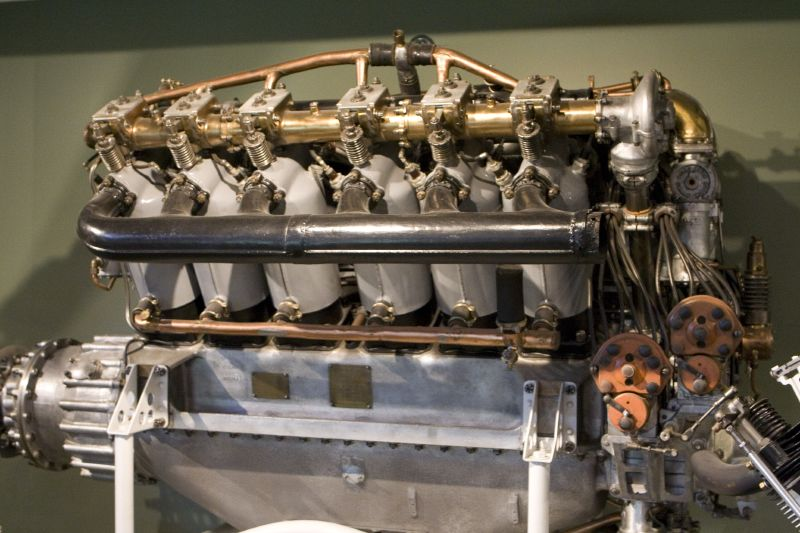
イーグルVIII

イーグル（英語:Eagle ）は、イギリスのロールス・ロイスにより設計された、水冷V型12気筒 航空用エンジンである。

## 概要

### イーグルIの設計と開発
ロールス・ロイス ホークが開発されていた頃、フレデリック・ヘンリー・ロイスはSOHCを採用した200hp級大型機用エンジンの開発を指示した。すでに開発が終了していた王立航空工廠のRAF.3やルノー12のライセンス生産を希望していたイギリス政府と多少の軋轢があったが、連合国の勝利を左右するエンジンなら最高の信頼性を与えるべきだという良心と責任からロイスやクロード・ジョンソンはルノー式設計を容認せず開発を続けた。
1914年9月8日にフレデリック・ヘンリー・ロイスによる250hpマークI、ニックネーム「イーグルI」の基本レイアウトができ上がった。内径φ4½ in=114.3 mm×行程6½ in=165.1 mm、60度V型12気筒で排気量20,300 cc、SOHC2バルブ、シリンダーは鍛造削り出しスチール製、クランクケースはアルミニウム鋳造、ウォータージャケットは溶接組み立て式、と基本的にはホークの拡大版であったが、ツインプラグ化され、減速比0.65:1のファルマン式プラネタリー減速ギアが装備されるなど変更点もある。1915年3月に完成し、1915年半ばから量産に入り、当初の想定通り大型機に搭載された他、パワー不足を指摘された当時の最新鋭機まで様々な機体に装備された。総生産台数は104台である。
その後改良は続けられ、1917年には300hpのイーグルVIIIが完成し、3302台とイーグルシリーズでは最大数を生産し、軍用に供された最後のイーグルエンジンとなった。ビッカース ビミー双発爆撃機に2基搭載され、ジョン・オールコックとアーサー・ブラウンによる世界初の大西洋横断無着陸飛行を成功させている。
1922年にはイーグルIXが完成し360 hpを発揮したが、これは民間用である。
名称からすると最終型は1925年に試作されたイーグルXVIだが、これはボア4½ in×ストローク4¾ inのX型16気筒エンジンであり、イーグルIとの共通点は全くない。